# Ralph Lauren
Ralph Lauren (születési nevén Ralph Lifshitz, Bronx, New York City, 1939. október 14.) amerikai divattervező, üzletember. 1967-ben alapította meg saját cégét, amely főleg a galléros pólójáról ismert. 2015 szeptemberében elhagyta a cég vezérigazgatói posztját, de pénzügyi vezetőként továbbra is aktív a cégnél. A Forbes 2019-ben 6.3 milliárd dollárra becsülte a vagyonát, ezáltal ő Amerika 102. leggazdagabb embere.

## Élete
1939. október 14-én született Bronxban, Ralph Lifshitz néven. Szülei zsidó bevándorlók voltak Fehéroroszországból. Két testvére és egy nővére van; ő a legfiatalabb közülük.
A Manhattan Talmudical Academy tanulója volt, majd a DeWitt Clinton High School tanulójaként érettségizett 1957-ben. Ezután a Baruch College-ba járt, ahol az üzletről tanult, de két év után abbahagyta.
Egyike volt a Bronxban felnőtt zsidó származású divattervezőknek, Calvin Kleinnal és Robert Denninggel együtt.
1962-től 1964-ig az amerikai hadseregnél szolgált, majd kis ideig a Brooks Brothersnél dolgozott. Ezután nyakkendőárus lett. 28 éves korában a Beau Brummell nyakkendőgyárnak dolgozott, ahol rávette a cégvezetőt, hogy a saját neve alatt gyártson ruhákat.

## Magánélete
1964. december 20-án házasodott össze Ricky Laurennel. Hat hónappal korábban ismerkedtek össze, egy orvosi rendelőben, ahol Ricky recepciósként dolgozott. Ricky a The Hamptons: Food, Family and History című könyv szerzője. Három gyerekük van.
1987 áprilisában Lauren agyműtéten esett át; jóindulatú agydaganatot diagnosztizáltak nála.
Van egy 17.000 hektáros farmja a coloradói Ridgway-ben és egy villája a New York-i Bedfordban.
Nagy autógyűjtő hírében is áll; körülbelül 100 autója van, köztük ritkaságok is.